# レナンテラ属

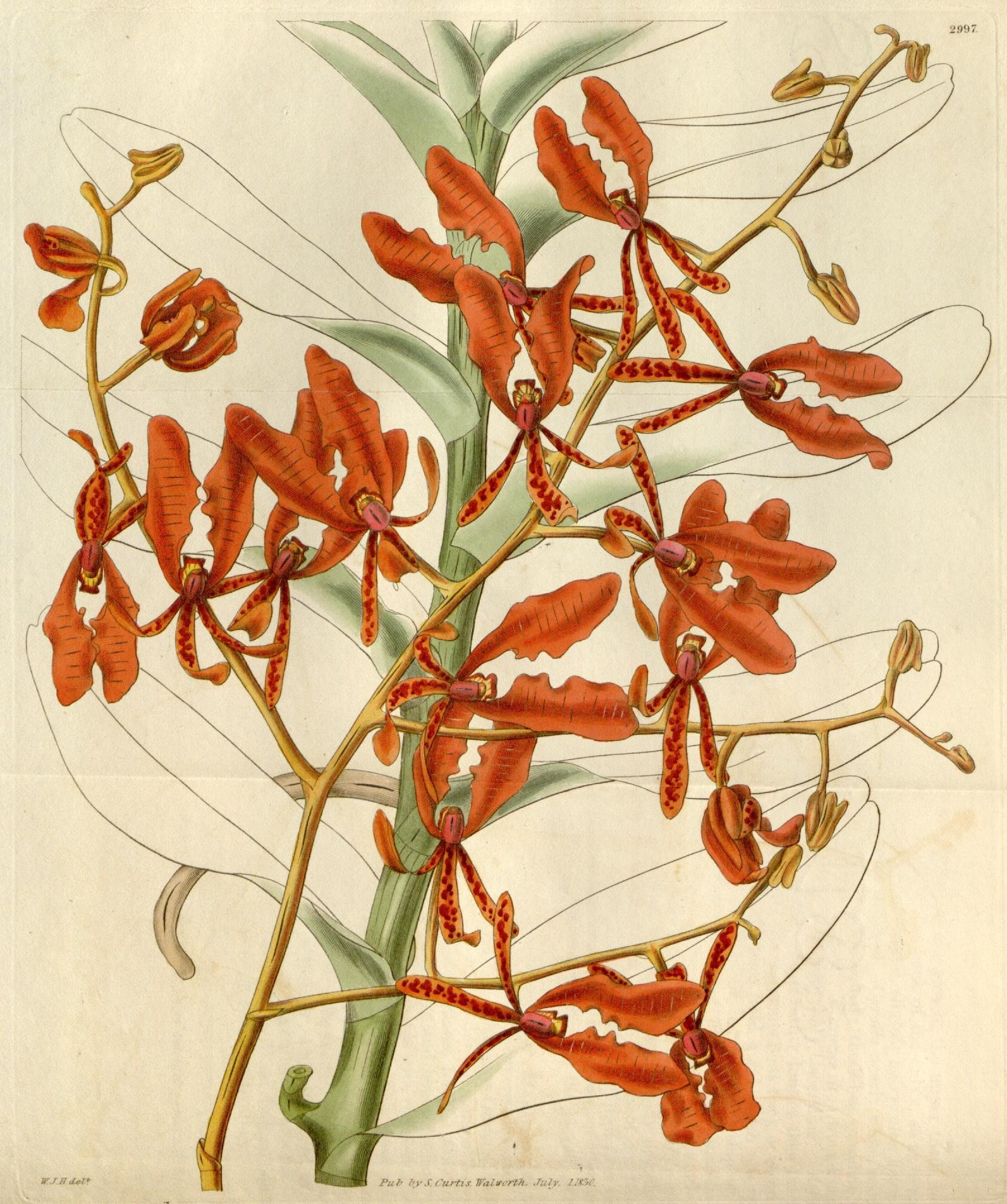
図版・R. coccinea

レナンテラ属（Renanthera）はラン科植物の1群。硬い葉を互生して、多数の赤から橙の鮮やかな色の花をつける。

## 特徴
中型から大型になる着生植物のラン。茎は立つか、あるいは這い上がって伸び、多数の葉を互生する。葉は幅が狭くて肉厚で硬い。
花茎は葉腋から出て普通は長く伸び、分枝して多数の花を円錐状につける。花は平らに大きく開き、弁は肉厚で赤から橙色の派手な色をしている。背萼片と側花弁は倒披針形をなし、互いに離れる。側萼片はより幅広くなっている。唇弁はとても小さくて3裂し、側裂片は立ち、中列片は舌型で後ろに反り返る。またその基部は距になるかあるいは袋状になる。カルスは枝状。花粉塊は4個あって2対、ロウ質。
学名はラテン語のrenes（腎臓）とギリシャ語のanthera（葯）からなり、花粉塊が腎臓型をしていることによる。火焔蘭の名も有する。
なお本属の和名としてジンヤクラン属が用いられたことがあるが、これは石垣島に産するジンヤクラン Arachnis labrosa が本属のものとされていたためである。

## 分布など
約15種が東南アジアのフィリピンからニューギニアにかけて分布する。

## 分類
ヒスイラン属 Vanda に似ているが普通は節間がより長く、葉はより短い。

## 種
代表的なものを挙げる。
- Renanthera
  - R. coccinea
  - R. imschootiana
  - R. matutina
  - R. monachica
  - R. storiei

## 利用
洋ランとして栽培される。略称は Ren. である。その鮮やかな色は強烈で熱帯らしさを感じさせるとの評もある。栽培はほぼヒスイラン属に準ずる。
交配品種も作出されており、また属間交配も行われている。以下のようなものがある。
- ×Renancentrum レナンケントルム：アスコケントルム属 Ascocentrum との交配
- ×Renanetia　レナネチア：フウラン属 Neofinetia との交配（→renantanda）
- ×Renantanda レナンタンダ：ヒスイラン属 Vanda との交配
- ×Renanthopsis レナントプシス：コチョウラン属 Phalaenopsis との交配
- ×Renanstylis　レナンスティリス：リンコスティリス属 Rhynchostylis との交配
- ×kagawara　カガワラ：アスコケントルム属 Ascocentrum とヒスイラン属と